# Paris Killer
Paris Killer (franska: Buffet froid!, "Kall buffé") är en fransk svart komedifilm från 1979 i regi av Bertrand Blier, med Gérard Depardieu, Bernard Blier och Jean Carmet i huvudrollerna.

## Handling
Handlingen kretsar kring en serie mord i Paris' modernistiska förorter, och tar sin början när en man blir av med sin kniv. Strax därpå hittar han kniven i bröstet på ett mordoffer, och börjar spekulera i om han själv kan vara skyldig till mordet.

## Om filmen
Filmen mottogs väl av kritiker i Frankrike, men med 777 000 sålda biljetter var den ett kommersiellt misslyckande. Flera rapporter inkom om att biobesökare hade begärt pengarna tillbaka då de var besvikna på filmen. Med tiden fick den dock en hängiven beundrarskara som gav den kultstatus. Den fick Césarpriset för bästa originalmanus och blev nominerad för foto, scenografi och klippning.

## Rollista
- Gérard Depardieu som Alphonse Tram
- Bernard Blier som inspektör Morvandieu
- Jean Carmet som mördaren
- Geneviève Page som änkan
- Denise Gence som värdinnan
- Carole Bouquet som den unga flickan
- Michel Serrault som den okände
- Jean Rougerie som vittnet
- Bernard Crommbey som läkaren
- Liliane Rovère som Josyane